# 考卡亞

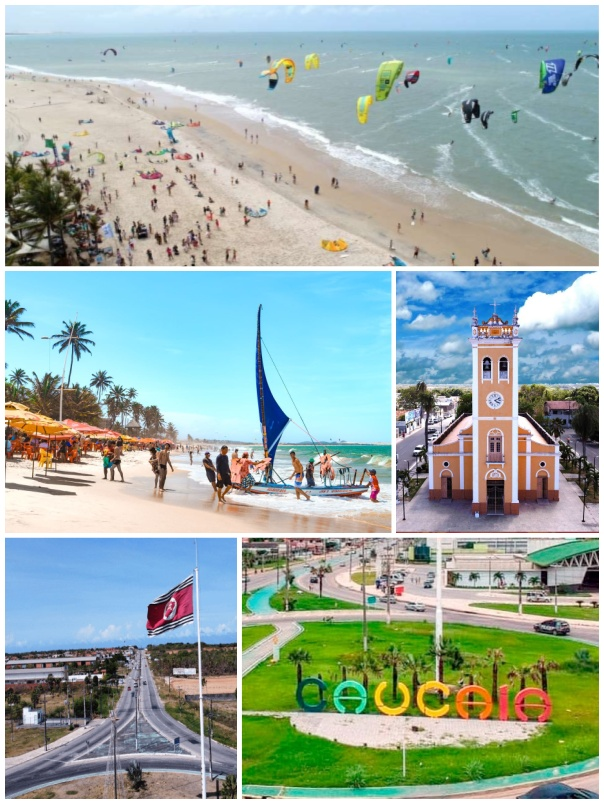
考卡亞

考卡亞是巴西的城市，位於該國東部，距離福塔雷薩12公里，毗鄰大西洋沿岸，由塞阿臘州負責管轄，始建於1759年10月15日，面積227平方公里，受熱帶氣候影響，2007年人口316,906。
3°43′S 38°39′W / 3.717°S 38.650°W